# 尤拉伊·赫兹
尤拉伊·赫兹（斯洛伐克语：Juraj Herz，1934年9月4日生于科日马诺克），斯洛伐克电影导演、演员。他既执导电影，也执导电视剧（包括法国、捷克合拍的根据乔治·西姆农的朱尔·麦格雷系列小说改编的剧集）。他1971年的电影《油灯》参加了1972年戛纳电影节，1976年的《Den pro mou lásku》参加了第27届柏林国际电影节的竞赛。